# Rogier Meijer
Rogier Meijer (Doetinchem, 5 settembre 1981) è un allenatore di calcio ed ex calciatore olandese, di ruolo centrocampista, tecnico in seconda del Bayer Leverkusen.

## Palmarès

### Giocatore

#### Club
- Eerste Divisie: 2

De Graafschap: 2006-2007, 2009-2010